# Luci Mecili (tribú 471 aC)
Luci Mecili (en llatí Lucius Maecilius) va ser tribú de la plebs, al segle v aC. Era un dels primers tribuns d'origen plebeu, quan els plebeus van poder ser elegits tribuns pels comicis tribunats, l'any 471 aC.